# ジェイ・ウィル・パートナーズ
株式会社ジェイ・ウィル・パートナーズは、日本のプライベート・エクイティ・ファンド（PEファンド）運営会社。

## 概要
ゴールドマン・サックス出身の佐藤雅典により設立された。社名は、"Japan"の"J"と"志"を表す"Will"が由来で、「志をもって日本のために」が理念である。
地域金融機関とも連携し、国内の中堅・中小企業に対し、ハンズオンの再生・成長投資を実施している。

## グループ会社
ジェイ・ウィル・グループと総称される。
- 株式会社ジェイ・ウィル・コーポレーション
- 株式会社ジェイ・ウィル・アセットマネジメント
- 株式会社ジェイ・ウィル・インベストメント

解散済
- 株式会社ジェイ・ウィル・アドバンス - 2020年（令和2年）4月3日に株式会社ジェイ・ウィル・アセットマネジメントに吸収合併され解散[5]

## 投資先
- ジェイ・コーチ - 観光バス事業者への投資。
- 神戸西神オリエンタルホテル - 2006年投資。2012年にタカガワホールディングスへ売却。
- アイディーユープラス - 2008年、アイディーユー（現 日本アセットマーケティング）の不動産開発子会社に投資[6]。
- 宗谷バス、北海道北見バス、斜里バス、網走交通バス、上電バス、上田電鉄タクシー、草軽観光バス、東急鯱バス - 2009年に東京急行電鉄（現 東急）より株式を取得[7]。
- モリモト - 2009年投資[8]。
- 穴吹工務店 - 2010年投資。2013年に大京へ売却。
- 大和システム - 2011年、大和システムを会社分割により新設会社「ダイシス株式会社」に不動産業の主要部分を継承。
- 三洋テクノソリューションズ鳥取（現 LIMNO） - 2015年3月投資実行（三洋電機から株式取得）[9][10]、2016年4月にジーニアアンドアーレイ鳥取へ売却。
- 江守商事（現 興和江守） - 2015年、興和紡と共同で投資。2017年、興和に売却。
- エヌ・デーソフトウェア - 2019年投資実行、2023年SOMPOホールディングスへ売却。
- 浦松建設 - 2023年投資実行。2021年に九州旅客鉄道（JR九州）と共同で設立した「JR九州地域ファンド1号」の第1号投資案件[11][12]。
- WECARS - 2024年投資実行。伊藤忠商事並びに伊藤忠エネクスとの共同事業。会社分割方式でビッグモーターの中古車事業を同年5月1日に継承した[13][14]。
- アンドファーマ - 2023年 - 2024年にかけて段階的に取得した日医工/共和薬品工業/武田テバファーマを経営統合する形で、2025年7月発足。
  - 日医工[15] - 2023年投資実行。メディパルホールディングスと共同。